# V465 Cygni
V465 Cygni eller Nova Cygni 1948 var en nova i stjärnbilden Svanen.
Den upptäcktes av B. S. Whitney på ett fotografi från den 2 juni 1948, fyra dagar senare. Då hade maximum missats, men det kunde beräknas i efterhand utifrån erhållen ljuskurva och uppvisade emissionslinjer.
V465 Cygni var av typen långsam nova (NB), vilket innebär att avklingandet efter utbrottet sker med ungefär 3 magnituder på 150 dygn.
Novan har senare upptäckts på fotografier tagna före utbrottet, 24 augusti 1944. Den hade då magnitud +17,7.
Stjärnan har en följeslagare av magnitud +17,5.